# Galactic Love/Loving Cup
Galactic Love/Loving Cup è un singolo del gruppo musicale inglese UFO, pubblicato nel 1972.

## Tracce
Lato A
1. Galactic Love – 2:56

Lato B
1. Loving Cup – 3:58 (Paul Butterfield)